# Moses Kimhi
Moses Kimhi (1190) foi um rabino judeu, da idade média, comentador gramático da bíblia hebraica.